# اوام‌ئی
اوام‌ئی (انگلیسی: Odyssey Marine Exploration) شرکت اکتشاف نفت آمریکایی است، که در سال ۱۹۹۴ تأسیس شد.